# USS PGM-7
USS PGM-7 – kanonierka typu PGM-1, która służyła w amerykańskiej marynarce podczas II wojny światowej. Została wprowadzona do służby 28 czerwca 1943 r. jako SC-1072, ścigacz okrętów podwodnych typu SC-497. 10 grudnia 1943 r. okręt przebudowano na kanonierkę typu PGM-1. Został wysłany na Wyspy Salomona do służby patrolowej.

## Służba

### Przed konwersją na kanonierkę
Cała 24-osobowa załoga, która znalazła się na pokładzie USS SC-1072 28 czerwca 1943 roku, pochodziła ze stacji w Filadelfii w Pensylwanii.  Oficjalny raport zmian dla USS SC-1072 podają lokalizacje portów i cele rejsów, co następuje:
19 lipca 1943 roku, rejs z Naval Air Station, Cape May, New Jersey td Jacksonville, Floryda;
11 sierpnia 1943 roku, rejs z Pirs #2, S.C.T.C, Miami, Floryda do Navy Section Base, Key West, Floryda;
15 sierpnia 1943 roku, rejs z N.O.B., Key West, Floryda do Burwood, Missisipi;
17 sierpnia 1943 roku, rejs z Burwood, Luizjana do Kanału Panamskiego;
28 sierpnia 1943 roku, rejs z Naval Station, Coco Solo, Kanał Panamski to Naval Station, San Diego, Kalifornia;
14 września 1943 roku, rejs z Naval Base, San Diego, Kalifornia do Naval Base, San Francisco, Kalifornia;
24 września 1943 roku, rejs z Naval Section Base, Treasure Island, Kalifornia do Naval Section Base, Seattle, Waszyngton;
19 listopada 1943 roku, rejs z NavSta, Pirs 41, Seattle, Waszyngton do Naval Operating Base, San Pedro, Kalifornia;
23 listopada 1943 roku, rejs z NavSecBase, Treasure Island, Kalifornia do Naval Operating Base, San Pedro, Kalifornia.

### W drodze na wyspy Treasury na Południowym Pacyfiku
23 stycznia 1944 roku, PGM-7 wraz z PGM-1, PGM-2, PGM-3, PGM-4, PGM-5, PGM-6 i PGM-8 oraz USS „Armadillo”, wypłynęły z San Pedro w Kalifornii do Pearl Harbor. USS „Armadillo” zapewniał paliwo oraz wodę pitną podczas tego rejsu. Wpis z dziennika pokładowego PGM-3 z 25 stycznia o 10:45 wspomina, że PGM-2 z powodu wycieku został zawrócony do portu, w eskorcie PGM-4. PGM-7 i pozostałe okręty kontynuowały podróż, dopływając do Pearl Harbor 1 lutego. 12 lutego PGM-1, PGM-3, PGM-5, PGM-7 i PGM-8 opuściły Hawaje i udały się na atol Palmyra, gdzie przybyły 15 lutego. Następnego dnia kanonierki kontynuowały swoją podróż, tym razem na Pago Pago w Samoa Amerykańskim, przybywając tam 20 lutego.
Niestety, Edmund Roman Niess, mat maszynista 1. klasy, członek załogi PGM-7, utonął 23 lutego w wypadku w porcie Pago Pago. Został pochowany następnego dnia na cmentarzu Marines na Tutuili. Niess był jedynym członkiem załogi PGM-7, który zginął w czasie wojny.
Pięć kanonierek opuściło Pago Pago 24 lutego, kierując się do Suvy na Fidżi, przybywając tam 27 lutego, po przesunięciu okrętowych kalendarzy o jeden dzień. PGM-3, PGM-5, PGM-7 i PGM-8 opuściły Suva dzień później i skierowały się do Nouméi na Nowej Kaledonii. Te same cztery okręty opuściły miasto 10 dni później i skierowały się do Espiritu Santo na Nowych Hebrydach, gdzie dopłynęły 14 marca. Następnego dnia PGM-7 wypłynął na Wyspy Salomona, w towarzystwie PGM-5 i PGM-8. Trzy kanonierki przybyły na Guadalcanal 17 marca. Po krótkim pobycie na wyspie, kanonierki przepłynęły na pobliskie Tulagi, na wyspach Floryda (obecnie znane jako Nggela).
Po prawie dwutygodniowym pobycie, PGM-5, PGM-7 i PGM-8 opućiły wyspy Floryda 29 marca i skierowały się na wyspę Rendova w grupie Nowa Georgia. 6 kwietnia PGM-7 wypłynął z Rendovy w towarzystwie PGM-5 i skierował się do Bazy Kutrów Torpedowych nr 9 na wyspach Treasury, przybywając tam tego samego dnia. Baza ta służyła jako port macierzysty dla PGM-7 przez resztę jego służby.

### Służba na Treasury
Dwa dni po przybyciu do Bazy Kutrów Torpedowych nr 9, 8 kwietnia o 17:43 PGM-7 wypłynął na swój pierwszy patrol wód przybrzeżnych na południowy zachód od Bougainville. Przez następne trzy miesiące PGM-7 przeprowadzał patrole przeciwko barkom i okrętom podwodnym wzdłuż południowo-zachodniego i południowo-wschodniego wybrzeża Bougainville, w pobliżu wyspy Fauro i w pobliżu zachodniego wybrzeża Choiseul. Podczas tych patroli okrętowi towarzyszyły różne kanonierki PGM z 1. Dywizji oraz różne kutry PT.
Zaczynając od końca czerwca 1944 r. PGM-7 brał udział w przedłużających się patrolach wzdłuż północno-zachodniego wybrzeża Nowej Irlandii, wystarczająco blisko, by widzieć nocne ataki na japońską bazę w Rabaulu. 28 czerwca PGM-5, PGM-7 i PGM-8 opuściły Torokina na Bougainville, kierując w rejon patrolowy „uncle” w pobliżu Nowej Irlandii. Patrol obejmował nadmorskie lokacje Tambaker Point, Huru Point i Przylądek Roloss. Okręty odwiedził wysunięta bazę kutrów na Green Islands, przybywając tam po południu 1 lipca i wypływając stamtąd po południu 4 lipca. Podczas pobytu w bazie jednostki pobrały paliwo i wodę, a także robiły inne nieokreślone czynności. Kanonierki powróciły do tego samego rejonu patrolowego, kończąc zadanie 7 lipca i wracając do Bazy Kutrów Torpedowych nr 9 na wyspach Treasury następnego dnia.
W godzinach rannych 18 lipca, PGM-7 opuścił Bazę Kutrów Torpedowych nr 9 w towarzystwie PGM-4, PGM-5 i PGM-8, i udał się na kolejny patrol Nowej Irlandii. O 5:43 PGM-7 został poważnie uszkodzony w wyniku kolizji z PGM-4. Opis zdarzenia przez naocznego świadka można znaleźć w książce Theodore'a R. Treadwella Splinter Fleet. Ciężkie warunki na morzu sprawiły, że PGM-4 stracił z radaru PGM-7. Nagle PGM-7 pojawił się po prawej burcie PGM-4 i było już za późno, żeby uniknąć kolizji. W przeciwieństwie do innych raportów, oficjalny dziennik pokładowy PGM-7 ustanawia jako fakt to, że okręt nie zatonął. Wpisy z dziennika pokładowego okrętu z 18 lipca i później:

#### 18 lipca 1944
„0300 w drodze ze Sterling Harbor, Treasury, do Nowej Irlandii i Nowej Brytanii w celu operacji z PGM-4, PGM-5 i PGM-8”
„0543 staranowani przez PGM-4 w maszynownię, z lewej burty. Kolizja ogłoszona przez wachtę na górnym pokładzie, alarm generalny nie działa, wszystkim kazano założyć kamizelki ratunkowe, PGM-4 oddryfował od dziury, wzdłuż lewej burty, dziobem w stronę rufy PGM-7, Kapitan wszedł na pokład PGM-4, rozkazał wszystkim opuścić okręt, 19 ludzi opuściło okręt, zanim statki odpłynęły od siebie, oficer wykonawczy, trzeci oficer i ośmiu ludzi wciąż na pokładzie PGM-7, oficer wykonawczy rozkazuje pozostałym na pokładzie ludziom wyrzucić za burtę całą amunicję z przedniego magazynu, maszynownia zalana na wysokość 30 cali powyżej poziomu pokładu, dyspozytornia zalana na 6 cali powyżej poziomu pokładu, zalanie tylnych kwater załogi, zgłoszone przez PhM1c J.J. Savage'a, oficer wykonawczy wydał pozwolenia na wyrzucenie za burtę amunicji z tylnego magazynu, Kapitan wrócił na pokład w gumowej tratwie razem z BM1c J.E. Reuterem i zaczął rozładowywać tylny magazyn, kiedy magazyny zostały opróżnione, poza przednim magazynem z lewej burty, w celu zrównoważenia przechylenia na prawą burtę, wyrzucono dwie barbety, w tym czasie woda w tylnych kwaterach podniosła się ponad poziom pokładu, podjęto próby wypompowania wody za pomocą pompy benzynowej „handy-billy”, próba nie powiodła się i niedługo później mł. porucznik Lindbloom i dwóch MoMMów przybyli na pokład gumową tratwą z PGM-5 i próbowali uruchomić pompę, ta próba również się nie udała i PGM-5 wysłał własną pompę, która również zawiodła, potem pompy zaczęły działać”
„0745 PGM-8 próbował holować PGM-7 łańcuchem z kotwicy, ale próba nie powiodła się już po pięciu minutach”
„0830 PGM-8 próbował holować PGM-7 sześciocalową liną o długości około 200 stóp, ta próba również nie udała się po kilku minutach, kiedy lina przerwała się z powodu zbyt małej długości”
„0945 PGM-8 ponownie próbował holować PGM-7 swoim łańcuchem z kotwicy, ta próba też się nie udała, kiedy po około 45 minutach łańcuch się przerwał”
„1000 benzynowy «handy-billy» zaczął działać i zaczęto wypompowywać wodę z tylnej części okrętu oraz zbiornika”
„1240 USS YMS 249 podchodzi, żeby nas holować, zaczyna o 1250”
„1846 przez sieci, USS YMS 249 wciąż holuje”
„1900 PGM-8 otrzymał hol i doholował nas do pirsu suchego doku w Stirling Harbor, Treasury”

#### 19 lipca
„0000-0040 zacumowani, jak poprzednio, wzdłuż pirsu suchego doku w Stirling Harbor, przeprowadzono tymczasowe naprawy”

#### 26 lipca
„Zacumowani jak poprzednio”
„0715 przygotowanie do rejsu, z PGM-4 jako eskortą, w kierunku Zatoki Purvisa”
„0755 przez sieci”
„0800 PGM-4 wciąż obok, zaczyna holować, prędkość 5 węzłów”
„0800-1200 holowany przez PGM-4 do Zatoki Purvisa, prędkość 5 węzłów, używana lina o długości 1200 stóp i ¾ cala, tymczasowe naprawy na pokładzie i lewej burcie, 2 pompy benzynowe na okręcie, używane do wypompowywania wody z zęzy, 8 marynarzy i 2 oficerów na pokładzie”

#### 28 lipca
„1130 Carter City [Wyspy Floryda], zacumowani do podwodnej boi, PGM-4 pobiera wodę”

#### 31 sierpnia 1944 (ostatnia strona)
„0000-0400 zacumowani jak poprzednio w Carter City, w Bazie Naprawczej Małych Jednostek, w suchym doku, przenośny generator benzynowy używany do wytwarzania mocy dla okrętu, załoga przebywa na lądzie, oficerowie na pokładzie, oczekiwanie na kolejne rozkazy od dowództwa”
Ostateczny los PGM-7 nie został zapisany w dzienniku. Okręt został najprawdopodobniej zezłomowany ze względu na duże uszkodzenia kadłuba.

#### Los załogi PGM-7
Cała trzydziestoosobowa załoga przeżyła zderzenie z 18 lipca 1944 roku. Raport zmian PGM-7 dla 31 lipca 1944 r. wspomina o 19 marynarzach przeniesionych do Bazy Kutrów Torpedowych nr 9 na Treasury na tymczasową służbę. Raport zmian 1. Dywizji Kanonierek dla 30 września 1944 r. wspomina o 28 marynarzach przeniesionych z PGM-7 17 września, w tym 14 przeniesionych do innych kanonierek z Dywizji jeszcze tego samego dnia.

## Załoga

### Oficerowie
Spis oficerów załogi od 31 maja 1944 do 30 czerwca 1944 roku podaje następujących oficerów:
A.J. Malcomson, por., USNR, zameldowany na pokładzie 28 czerwca 1943 roku, kapitan, nawigator, pierwszy porucznik;
E.S. Rubin, mł. por., USNR, zameldowany na pokładzie 28 czerwca 1943 roku, oficer wykonawczy, oficer uzbrojenia;
Morgan Ellsworth, mł. por., USNR, zameldowany na pokładzie 10 lutego 1944 roku, oficer inżynieryjny, oficer zaopatrzenia;
L.L. Kupferberg, chor., USNR, 3. oficer, jego podpis znajduje się w dzienniku pokładowym okrętu z dnia 1 stycznia 1944 roku, ostatni raz 3 lutego 1944 roku. Chor. Kupfenberg był 3. oficerem okrętu podczas konwoju z San Pedro, Kalifornia do Pearl Harbor, Hawaje. W Pearl Harbor zastąpił go Ellsworth.

### Marynarze
Po imieniu marynarza następuje data jego zameldowania na pokładzie, data odwołania, ranga w czasie odwołania i okręt na który został przeniesiony. Rozwinięcia skrótów rang można sprawdzić np. tu (cyfra oznacza klasę, np. BM1c to Boatswain's Mate 1st class).
Ray Davis, 3 stycznia 1944 do 17 września 1944 r., St3c, przeniesienie na PGM-1;
William Earl Demaree, 9 marca 1944 do 17 września 1944 r., F1c, przeniesienie na PGM-3;
August Dhieux Jr., 29 września 1943 to 17 września 1944 r., GM2c, przeniesienie na PGM-5;
George Paul Fernekes, 28 czerwca 1943 do 17 września 1944 r., SoM2c, przeniesienie do PGM Div. 1, przeniesienie 20 listopada 1944 r. do MTB Base 9;
Frank Adolph Frandeen, 29 lipca 1944 do 17 września 1944 r., MoMM2c, przeniesienie do PGM Div. 1, przeniesienie 5 stycznia 1945 r. na PGM-3;
Charles Edward Gerding, 28 czerwca 1943 do 17 września 1944 r., S1c, przeniesienie na PGM-2;
Bernard Golden, 28 czerwca 1943 do 17 września 1944 r., Y3c, przeniesienie na PGM-1;
Marsden Donald Guild, 28 czerwca 1943 do 17 września 1944 r., MoMM3c, przeniesienie na PGM-2;
Ollie David Harvey, 12 sierpnia 1943 do 17 września 1944 r., RM2c, przeniesienie na PGM-4;
Donald George Hoover, 28 czerwca 1943 do 17 września 1944 r., MoMM2c, przeniesienie do PGM Div. 1, przeniesienie 15 listopada 1945 r. na PGM-5;
Theron Wesley Horne, 28 czerwca 1943 do 17 września 1944 r., QM2c, przeniesienie do PGM Div. 1;
Howard Kelly Ingram, 27 lipca 1943 do 17 września 1944 r., S1c, przeniesienie do PGM Div. 1, przeniesienie 20 września 1944 r. na PGM-2;
Howard Floyd La Favre, 3 stycznia 1944 do 17 września 1944 r., S2c, przeniesienie do PGM Div. 1, przeniesienie 23 października 1944 r. na PGM-3;
James Edward Lawrence, 14 października 1943 do 17 września 1944 r., RM2c, przeniesienie do PGM Div. 1, przeniesienie 22 września 1944 r. na USS „Jamestown”;
Billy Reeves Laws, 3 stycznia 1944 do 17 września 1944 r., S1c, przeniesienie na PGM-2;
Keith Raymond Lewis, 3 stycznia 1944 do 17 września 1944 r., SC3c, przeniesienie do PGM Div. 1;
John Edward Lyons, 27 lipca 1943 do 17 września 1944 r., GM2c, przeniesienie do PGM Div. 1;
Ralph Edson Morse, 27 lipca 1943 do 17 września 1944 r., RdM2c, przeniesienie na PGM-8;
Robert Edward Musser, 28 czerwca 1943 do 17 września 1944 r., EM2c, przeniesienie na PGM-4;
Edmund Roman Niess, 28 czerwca 1943 do 23 lutego 1944 r., MM1c;
James Edward Ownby, 28 czerwca 1943 do 17 września 1944 r., CMoMM(T), przeniesienie do PGM Div. 1;
John Everett Reuter, 28 czerwca 1943 do 17 września 1944 r., BM1c, przeniesienie do PGM Div. 1, przeniesienie 15 listopada 1945 r. na PGM-3;
Clarence Stanley Rhodes, 1 czerwca 1944 do 17 września 1944 r., S1c, przeniesienie na PGM-1;
Cleveland Pearce Rhodes, 1 czerwca 1944 do 17 września 1944 r., S1c, przeniesienie na PGM-6;
William Warren Robinson, 1 czerwca 1944 do 17 września 1944 r., S1c, przeniesienie na PGM-3;
Raymond Rodrick Jr., 28 czerwca 1943 do 17 września 1944 r., CY(T), przeniesienie do PGM Div. 1;
John Joseph Savage, 3 stycznia 1944 do 17 września 1944 r., PhM1c, przeniesienie do PGM Div. 1, przeniesienie 20 listopada 1944 r. na PGM-4;
Joseph Max Smith, 28 czerwca 1943 do 10 czerwca 1944 r., CMM(AA);
Thomas Franklin Strobietto, 3 stycznia 1944 do 14 marca 1944 r., F2c;
John Darrell Wolfe, 17 października 1943 do 17 września 1944 r., S1c, przeniesienie do PGM Div. 1;
Arthur George Wolszon, 17 października 1943 do 17 września 1944 r.; S1c, przeniesienie na PGM-6.